# Policia Municipal (el Prat de Llobregat)
La Policia Municipal és una obra del Prat de Llobregat (Baix Llobregat) inclosa a l'Inventari del Patrimoni Arquitectònic de Catalunya.

## Descripció
Edifici construït paret per paret amb la Casa del Comú, de planta rectangular i dues plantes d'alçada total. La simplicitat de la seva construcció està suavitzada per la calidesa del color, els esgrafiats i la ceràmica groga de les finestres. Els dos pisos estan separats per una estreta franja d'estuc, que amb el sòcol i el petit ràfec que hi ha al capdamunt marquen un ritme horitzontal al conjunt.

## Història
Construcció creada com a oficines de la Policia Municipal, en els terrenys adquirits a tal efecte al senyor Jaume Tos i Barnola el 1862. No ha canviat d'utilització des de la data de la seva inauguració.